# Parc Borély
Parc Borély is een openbaar gemeentelijk park in de Franse stad Marseille. Het park heeft een oppervlakte van 17 ha. De botanische tuin E.M. Heckel maakt deel uit van het parkgebied.
Parc Borély bestaat uit drie verschillende delen: een Franse tuin, een Engelse tuin en de renbaan Hippodrome Marseille Borély.